# Иза зида
„Иза зида“ је југословенски филм из 1990. године. Режирао га је Владимир Манојловић, који је написао и сценарио за филм.

## Улоге
| Глумац                | Улога              |
| --------------------- | ------------------ |
| Мирко Бабић           | Затвореник         |
| Марко Баћовић         | Бајић              |
| Радош Бајић           | Зоран              |
| Александар Берчек     | Управник позоришта |
| Горан Букилић         | Пањоторовић        |
| Јорданчо Чевревски    | Зеко               |
| Петар Ћирица          | Младић             |
| Драгомир Чумић        | Уметник            |
| Светозар Цветковић    | Министар Расумовић |
| Бранко Јеринић        | Бранковић          |
| Милутин Јевђенијевић  | Гиги               |
| Иван Клеменц          | Ратко              |
| Војислав Кривокапић   | Љубиша             |
| Миодраг Мики Крстовић | Василије           |
| Тома Курузовић        | Старац             |
| Тони Лауренчић        | Хирург             |
| Данило Лазовић        | Дејан милошевић    |
| Мирољуб Лешо          | Учитељ             |

Остале улоге  ▼
| Глумац              | Улога           |
| ------------------- | --------------- |
| Небојша Љубишић     |                 |
| Ирфан Менсур        |                 |
| Предраг Милетић     | Утеривач дугова |
| Зоран Миљковић      | Жижић           |
| Јован Осмајлић      | Пандур          |
| Злата Петковић      |                 |
| Чедомир Петровић    | Инспектор       |
| Миодраг Радовановић | Рајко           |
| Јован Ристовски     | Возач камиона   |
| Ратко Танкосић      | Криминалац      |
| Јосиф Татић         | Младеновић      |
| Љубомир Тодоровић   | Стив            |
| Миливоје Томић      | Старац          |
| Танасије Узуновић   |                 |
| Драгољуб Војнов     | Спонзор         |
| Владан Живковић     | Бане            |